# Kew (Victoria)
Kew est une banlieue de Melbourne, Australie situé au nord-est du centre-ville.

## Géographie

### Communes limitrophes
| Fairfield (en) | Fairfield (en) Alphington (en) Kew East | Ivanhoe Balwyn North (en)                 |
| Abbotsford     | Kew                                     | Balwyn (en) Deepdene (en) Canterbury (en) |
| Richmond       | Hawthorn                                | Canterbury (en)                           |

## Historique
Les premiers accès à la zone de Kew sont un pont vers Hawthorn, ouvert en 1852, puis une passerelle privée en 1857, et enfin le pont de la rue Johnston l’année suivante. Les premières habitations datent de cette décennie.
Les habitants sont essentiellement des expatriés britanniques qui sont dans une logique de reconstruction à l’identique. Au début du XXe siècle, l’endroit est encore décrit comme un lieu rêvé d’habitat pour les marchands.
Le quartier se densifie beaucoup dans les années 1920. En même temps, un grand nombre de bâtiments religieux (églises, écoles, couvents — dont le sanctuaire Sainte-Thérèse-de-Lisieux —, hospices…) sont construits.

## Monuments
On y trouve un carmel des Moniales déchaussées, l’église duquel semblant reconnue par la Conférence des évêques catholiques australiens comme sanctuaire national, sous le nom de sanctuaire Sainte-Thérèse-de-Lisieux.